# Баджер (город, Миннесота)
Баджер (англ. Badger) — город в округе Розо, штат Миннесота, США. На площади 3,4 км² (3,4 км² — суша, водоёмов нет), согласно переписи 2002 года, проживают 470 человек. Плотность населения составляет 136,2 чел./км².
- Телефонный код города — 218
- Почтовый индекс — 56714
- FIPS-код города — 27-03160[1]
- GNIS-идентификатор — 0639556[2]